# Urtica chamaedryoides
Urtica chamaedryoides é uma espécie de angiosperma da família Urticaceae. É nativa do sudeste dos Estados Unidos e no norte do México, onde é geralmente encontrada em áreas arborizadas ricas e úmidas. Em algumas áreas da Flórida, tornou-se uma erva daninha de gramado e pastagem.
Assim como outras urtigas, Urtica chamaedryoides produz pêlos urticantes que causam um veneno de inseto como picada quando tocados. Também produz pequenas flores verdes que são polinizadas pelo vento.